# Wincenty Bortkiewicz
Wincenty Bortkiewicz (ur. 1776 w majątku Polesie, zm. 1838 we wsi Nikolskoje w guberni smoleńskiej) – powstaniec kościuszkowski.

## Życiorys
Brał udział w kampanii 1792. W powstaniu kościuszkowskim w 1794 służył jako porucznik artylerii, brał udział w walkach na Pradze. Ranny w tej kampanii dostał się do niewoli rosyjskiej. Po zwolnieniu powrócił do rodzinnych stron, zajmował się majątkiem Pelikany i Polesie powiatu zawilejskiego, pełnił urząd wicemarszałka szlachty.
W czasie powstania listopadowego Komitet Tymczasowy powstania powierzył mu dowództwo sił zbrojnych w powiecie. Brał udział w opanowaniu Wilna w dniach 17-20 kwietnia 1831. Wskutek dużej przewagi przeciwnika w dniach 4-5 maja 1831 wyprowadził oddziały zawilejskie do powiatu dziśnieńskiego, skąd wraz z innymi przywódcami 16 maja 1831 wycofał się w kierunku Żmudzi. Dowodził połączoną kawalerią trzech powiatów w czasie potyczki w Wiżunach. Po przybyciu wojsk polskich na Litwę wyjechał do Warszawy, gdzie pozostał do chwili upadku powstania. Został aresztowany i uwięziony, następnie 1 października 1833 zesłany do Wołogdy.
Zgodnie z dokumentem "Polish Order Virtuti Militari Recipiens (1792–1992)" za udział w walkach powstańczych został odznaczony 31 sierpnia 1831 orderem Virtuti Militari.